# 粕川 (岐阜県)

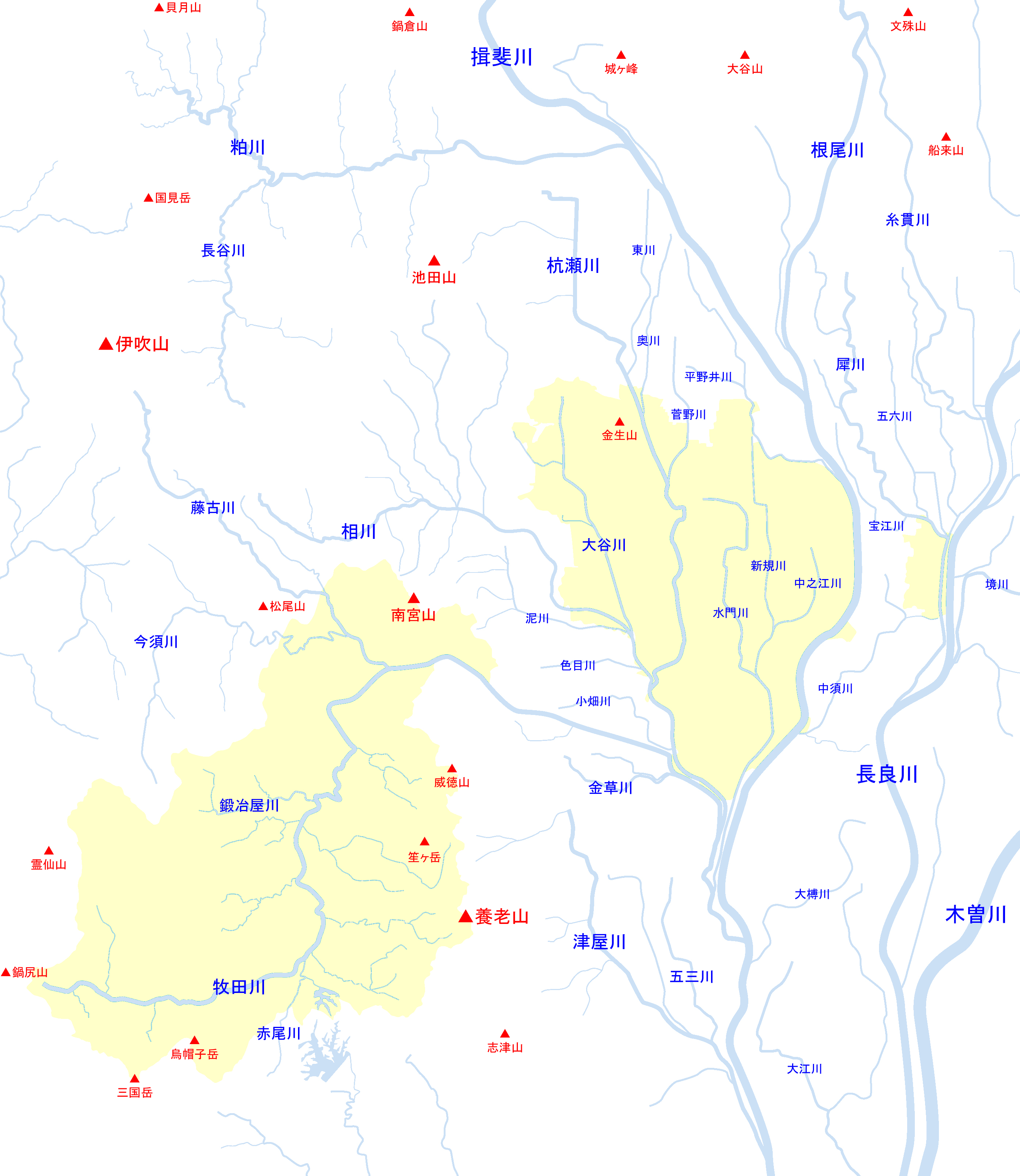
大垣市周辺河川の位置関係図

粕川（かすがわ）は、木曽川水系揖斐川支流の一級河川。岐阜県揖斐郡揖斐川町・揖斐郡池田町を流れる。揖斐川を経て伊勢湾に至る木曽川の2次支川。

## 地理
岐阜県揖斐郡揖斐川町（旧春日村）の貝月山付近が水源。途中、表川、長谷川、高橋谷川などを合流し、平野部に出る。揖斐郡池田町と揖斐川町の境付近を流れ、揖斐川町脛永で揖斐川と合流する。

## 主な支流
一級河川のみ、下流側から順に記載。
- 高橋谷川
- 長谷川
- 表川

## 主な橋
- 脛永橋（国道417号）
- 黒田橋（岐阜県道254号藤橋池田線）
- 川合橋（岐阜県道257号川合垂井線）